# Jacques Laigneau
Pour les articles homonymes, voir Laigneau.
 (janvier 2015).
Si vous disposez d'ouvrages ou d'articles de référence ou si vous connaissez des sites web de qualité traitant du thème abordé ici, merci de compléter l'article en donnant les références utiles à sa vérifiabilité et en les liant à la section « Notes et références ».
Jaques Laigneau, né le 3 novembre 1933 à Chartres et mort le 16 novembre 2007 à Toulouse, est un agriculteur et syndicaliste agricole.
En 1991, Jaques Laigneau créa le syndicat agricole la Coordination Rurale et en fut le premier président jusqu'en 1998.